# Gustaf Fredén
Nils Gustaf Tsin Mei Fredén, född den 27 december 1898 i Wuchang, Kina, död den 29 september 1987 i Göteborg, var en svensk litteraturhistoriker.  

## Biografi
Fredén blev filosofie licentiat 1928´och filosofie doktor 1939 vid Uppsala universitet, vartefter han blev docent i allmän litteraturhistoria vid Göteborgs högskola (efter 1954 Göteborgs universitet) 1946–60. 1934 blev Fredén adjunkt vid Kungsholmens högre allmänna läroverk i Stockholm och därefter lektor vid Karlstads folkskoleseminarium 1940. Han var lektor vid Hvitfeldtska högre allmänna läroverket i Göteborg 1941–60 och universitetslektor vid Göteborgs universitet 1960–65. Utöver detta var Fredén verksam som litteraturkritiker i bland annat Dagens Nyheter, Svenska Dagbladet, Göteborgs Handels- och Sjöfartstidning och Upsala Nya Tidning. 
Fredén blev ledamot av Kungliga Vetenskaps- och Vitterhets-Samhället i Göteborg 1950 och tilldelades professors namn 1960. Åren 1958–65 var han ledamot av Göteborgs domkapitel. 

### Familj
Gustaf Fredén var son till missionären Sven Fredén (1863–1935) och dennes hustru Anna (född Nilsson, 1869–1934).

## Priser och utmärkelser
- 1955 –   Riddare av Nordstjärneorden
- 1960 – Professors namn
- 1972 – Schückska priset